# Chariesthes freya
Chariesthes freya är en skalbaggsart som beskrevs av Jordan 1894. Chariesthes freya ingår i släktet Chariesthes och familjen långhorningar.
Artens utbredningsområde är Gabon. Inga underarter finns listade i Catalogue of Life.